# 6j-Symbol
Das 6j-Symbol von Eugene Wigner ist eine Notation zur Kopplung von Drehimpulsen in der Quantenmechanik. Es spielt eine Rolle bei der Kopplung von drei quantenmechanischen Drehimpulsen.

## Definition
Es ist folgendermaßen als Summe über Produkte von vier 3j-Symbolen definiert:
{\displaystyle {\begin{Bmatrix}j_{1}&j_{2}&j_{3}\\j_{4}&j_{5}&j_{6}\end{Bmatrix}}}
{\displaystyle =\sum _{m_{1},\dots ,m_{6}}(-1)^{\sum _{k=1}^{6}(j_{k}-m_{k})}{\begin{pmatrix}j_{1}&j_{2}&j_{3}\\-m_{1}&-m_{2}&-m_{3}\end{pmatrix}}{\begin{pmatrix}j_{1}&j_{5}&j_{6}\\m_{1}&-m_{5}&m_{6}\end{pmatrix}}{\begin{pmatrix}j_{4}&j_{2}&j_{6}\\m_{4}&m_{2}&-m_{6}\end{pmatrix}}{\begin{pmatrix}j_{4}&j_{5}&j_{3}\\-m_{4}&m_{5}&m_{3}\end{pmatrix}}.}
Dabei ist zu beachten, dass nicht alle {\displaystyle m_{i}} nichtverschwindende Beiträge leisten (Auswahlregeln der 3j-Symbole, siehe dort).

## Symmetrien
Das 6j-Symbol ist invariant unter Vertauschung seiner Spalten:
{\displaystyle {\begin{Bmatrix}j_{1}&j_{2}&j_{3}\\j_{4}&j_{5}&j_{6}\end{Bmatrix}}={\begin{Bmatrix}j_{2}&j_{1}&j_{3}\\j_{5}&j_{4}&j_{6}\end{Bmatrix}}={\begin{Bmatrix}j_{1}&j_{3}&j_{2}\\j_{4}&j_{6}&j_{5}\end{Bmatrix}}={\begin{Bmatrix}j_{3}&j_{2}&j_{1}\\j_{6}&j_{5}&j_{4}\end{Bmatrix}}=\cdots }
Es ist auch invariant unter gleichzeitiger Vertauschung von übereinanderstehenden Symbolen in zwei Spalten:
{\displaystyle {\begin{Bmatrix}j_{1}&j_{2}&j_{3}\\j_{4}&j_{5}&j_{6}\end{Bmatrix}}={\begin{Bmatrix}j_{4}&j_{5}&j_{3}\\j_{1}&j_{2}&j_{6}\end{Bmatrix}}={\begin{Bmatrix}j_{1}&j_{5}&j_{6}\\j_{4}&j_{2}&j_{3}\end{Bmatrix}}={\begin{Bmatrix}j_{4}&j_{2}&j_{6}\\j_{1}&j_{5}&j_{3}\end{Bmatrix}}.}
Insgesamt gibt es 24 Symmetrien.
Das 6j-Symbol
{\displaystyle {\begin{Bmatrix}j_{1}&j_{2}&j_{3}\\j_{4}&j_{5}&j_{6}\end{Bmatrix}}}
verschwindet außer {\displaystyle j_{1},j_{2},j_{3}} erfüllen die Dreiecksbedingung:
{\displaystyle j_{1}=|j_{2}-j_{3}|,\ldots ,j_{2}+j_{3}}
Wegen der oben erläuterten Symmetrien müssen auch {\displaystyle j_{1},j_{5},j_{6}}, {\displaystyle j_{4},j_{2},j_{6}}, {\displaystyle j_{4},j_{5},j_{3}} die Dreiecksbedingung erfüllen. Außerdem muss die Summe aller Elemente dieser Dreiertupel eine ganze Zahl sein.

## Spezialfall
Für {\displaystyle j_{6}=0} gilt folgende Formel für das 6j-Symbol:
{\displaystyle {\begin{Bmatrix}j_{1}&j_{2}&j_{3}\\j_{4}&j_{5}&0\end{Bmatrix}}={\frac {\delta _{j_{2},j_{4}}\delta _{j_{1},j_{5}}}{\sqrt {(2j_{1}+1)(2j_{2}+1)}}}(-1)^{j_{1}+j_{2}+j_{3}}{\begin{Bmatrix}j_{1}&j_{2}&j_{3}\end{Bmatrix}}}
Das trianguläre Delta {\displaystyle {\begin{Bmatrix}j_{1}&j_{2}&j_{3}\end{Bmatrix}}} ist gleich 1 falls {\displaystyle j_{1},j_{2},j_{3}} die Dreiecksbedingung erfüllen und 0 sonst.

## Orthogonalitätsrelation
Die 6j-Symbole erfüllen die Orthogonalitätsrelation:
{\displaystyle \sum _{j_{3}}(2j_{3}+1){\begin{Bmatrix}j_{1}&j_{2}&j_{3}\\j_{4}&j_{5}&j_{6}\end{Bmatrix}}{\begin{Bmatrix}j_{1}&j_{2}&j_{3}\\j_{4}&j_{5}&j_{6}'\end{Bmatrix}}={\frac {\delta _{j_{6}^{}j_{6}'}}{2j_{6}+1}}{\begin{Bmatrix}j_{1}&j_{5}&j_{6}\end{Bmatrix}}{\begin{Bmatrix}j_{4}&j_{2}&j_{6}\end{Bmatrix}}.}

## Asymptotische Entwicklung
Falls alle {\displaystyle j_{i}} im 6j-Symbol groß sind ist:
{\displaystyle {\begin{Bmatrix}j_{1}&j_{2}&j_{3}\\j_{4}&j_{5}&j_{6}\end{Bmatrix}}\sim {\frac {1}{\sqrt {12\pi |V|}}}\cos {\left(\sum _{i=1}^{6}J_{i}\theta _{i}+{\frac {\pi }{4}}\right)}.}
Die Formel wurde von Tullio Regge und G. Ponzano vermutet und wurde von Justin Roberts bewiesen. und nutzt die sich asymptotisch ergebende Tetraeder-Geometrie aus. Dabei ist V das Volumen des Tetraeders, {\displaystyle J_{i}=j_{i}+{\frac {1}{2}}} die Länge der Seite {\displaystyle i} und {\displaystyle \theta _{i}} der Winkel der Seiten, die an die i-te Kante stoßen.

## Zusammenhang mit Racah-W-Koeffizienten
Sie sind mit den Racah-W-Koeffizienten verbunden, die ebenfalls zur Kopplung von drei Drehimpulsen verwendet werden:
{\displaystyle {\begin{Bmatrix}j_{1}&j_{2}&j_{3}\\j_{4}&j_{5}&j_{6}\end{Bmatrix}}=(-1)^{j_{1}+j_{2}+j_{4}+j_{5}}W(j_{1}j_{2}j_{5}j_{4};j_{3}j_{6}).}
Die Racah-W-Koeffizienten sind Koeffizienten:
{\displaystyle W(j_{1}j_{2}Jj_{3};J_{12}J_{23})\equiv {\frac {\langle (j_{1},(j_{2}j_{3})J_{23})J|((j_{1}j_{2})J_{12},j_{3})J\rangle }{\sqrt {(2J_{12}+1)(2J_{23}+1)}}}.}
beim Übergang von einer Basis, in der {\displaystyle j_{1}} und {\displaystyle j_{2}} zu {\displaystyle J_{12}} gekoppelt sind und dieses dann mit {\displaystyle j_{3}} zum Gesamtdrehimpuls {\displaystyle J} und einer Basis, in der zuerst {\displaystyle j_{2}} und {\displaystyle j_{3}} zu {\displaystyle J_{23}} gekoppelt sind und dieses dann mit {\displaystyle j_{3}} zu {\displaystyle J}:
{\displaystyle |((j_{1}j_{2})J_{12}j_{3})JM\rangle =\sum _{J_{23}}\langle (j_{1},(j_{2}j_{3})J_{23})J|((j_{1}j_{2})J_{12}j_{3})J\rangle \,|(j_{1},(j_{2}j_{3})J_{23})JM\rangle }
{\displaystyle ={\sqrt {(2J_{12}+1)}}\sum _{J_{23}}{\sqrt {(2J_{23}+1)}}\,W(j_{1}j_{2}Jj_{3};J_{12}J_{23})|(j_{1},(j_{2}j_{3})J_{23})JM\rangle }